# Shimao Hunan Center
Le Shimao Hunan Center ou Shimao Global Financial Center est un gratte-ciel situé à Changsha en Chine. Il s'élève à 343 mètres. Son achèvement a eu lieu en 2019. 